# Iura novit curia
Jura novit curia (с лат. — «суд знает законы», «юра новит куриа») — латинское крылатое выражение, содержащее формулировку одного из положений римского права. Суть правового положения Jura novit curia состоит в том, что суд и судьи вольны сами выбирать, какие законы следует применить для решения рассматриваемого спора. Вне зависимости от отсутствия или наличия ссылок от заинтересованных сторон на относящиеся к рассматриваемому делу законы, суд независимо ни от кого определяет, какие законы должны быть применены для решения спора.
Это положение было взято за основу многими позднейшими правовыми системами.
Стороны не обязаны доказывать в суде наличие или отсутствие норм права. Исключение могут составлять правовые обычаи и положения иностранного права, существование которых доказывает ссылающаяся на них сторона.

## Схожие нормы права в современных правовых системах
- Гражданский процессуальный кодекс РФ

Статья 196. Вопросы, разрешаемые при принятии решения суда
1. При принятии решения суд оценивает доказательства, определяет, какие обстоятельства, имеющие значение для рассмотрения дела, установлены и какие обстоятельства не установлены, каковы правоотношения сторон, какой закон должен быть применен по данному делу и подлежит ли иск удовлетворению.

### В международном праве
Iura novit curia широко применяется международными судами в качестве общего принципа права. Хотя МТБЮ и не применял данный принцип, положения Международного уголовного суда в настоящее время предусматривают такую возможность. Этот принцип также был признан Международным Судом в целом применимым в международных разбирательствах а также Межамериканским судом по правам человека и судебными органами Всемирной торговой организации.